# Illeașivka, Iemilciîne
Illeașivka (în ucraineană Ілляшівка) este un sat în comuna Taikî din raionul Iemilciîne, regiunea Jîtomîr, Ucraina.

## Demografie
Componența lingvistică a localității Illeașivka
     Ucraineană (100%)
Conform recensământului din 2001, toată populația localității Illeașivka era vorbitoare de ucraineană (100%).